# آنتیاس
آنتیاس (نام علمی: Anthias) نام یک سرده از زیرخانواده آنتیاس‌ها است.